# Roma in Roemenië
De Roma in Roemenië (Roemeens: Romii din România) zijn in Roemenië wonende Roma. In de Roemeense volkstelling van 2011 werden er 621.573 etnische Roma geregistreerd (oftewel 3,25% van de bevolking). Volgens de Raad van Europa wonen er 1.850.000 Roma in Roemenië (gelijk aan 8,32% van de bevolking). Hiermee vormen de Roma, na de Roemenen en Hongaren, de derde bevolkingsgroep in het land.
In Roemenië worden de Roma meestal Țigani genoemd, een exoniem dat voor sommige Roma als pejoratief geldt. Het endoniem voor Roma is Romii in het Roemeens.

## Geschiedenis
Het Roma-volk is vermoedelijk afkomstig uit India en met name de noordwestelijke deelstaten Rajasthan en Punjab. Het taalkundig bewijs heeft onbetwistbaar aangetoond dat de wortels van het Romani in India liggen: de taal heeft veel grammaticale kenmerken met de Indo-Arische talen. De Roma vestigden zich tijdens de Mongoolse invasies in 1243 in Roemenië. Tot 1856 werden de meeste Roma in Walachije en Bessarabië als slaven gehouden.
Tussen 1941 en 1942 stuurde de collaborerende regering van Roemenië ongeveer 26.000 Roma naar kampen in het gouvernement Transnistrië, waarbij minimaal 11.000 kwamen te overlijden. Gedurende de Porajmos stierven naar schatting 36.000 Roma, hetgeen gelijk is aan 12% van het aantal Roma destijds.

## Geografische verspreiding
De Roma wonen verspreid over heel Roemenië. In absolute aantallen wonen de meeste Roma in het district Mureș (46.947 personen), gevolgd door district Bihor (34.640 personen), district Dolj (29.839 personen), district Dambovita (27.355 personen) en in de hoofdstad Boekarest (23.973 personen). Vooral de wijk Ferentari in Sector 5 is een beruchte getto van de Roemeense Roma. In de districten Mureș en Călărași vormen de Roma echter meer dan 8% van de bevolking, waarmee deze district de hoogste concentratie Roma in Roemenië hebben. 

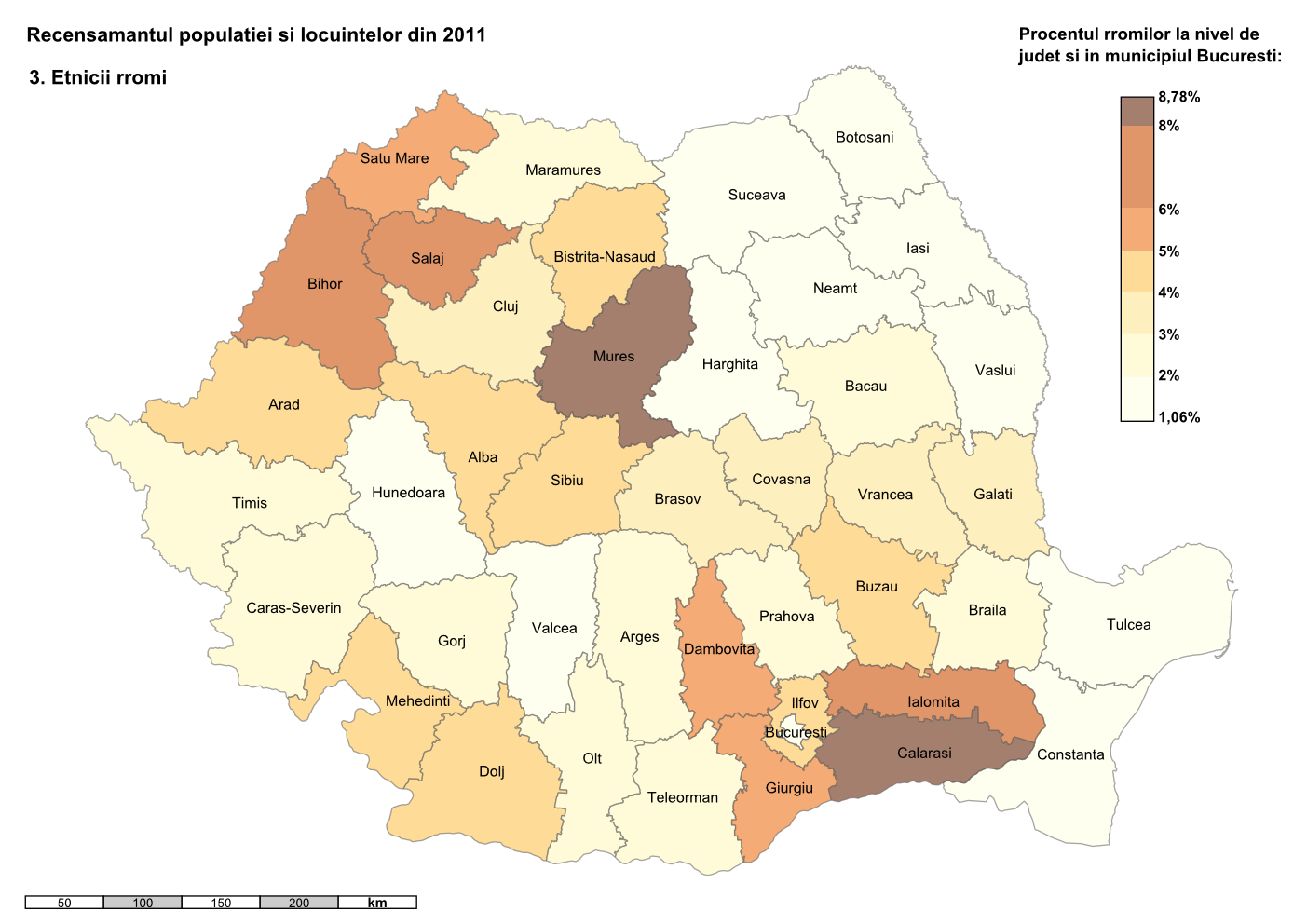
Verspreiding van de Roma per district (2011)
Percentage van de Roma die het Romani als moedertaal gebruiken (2011)
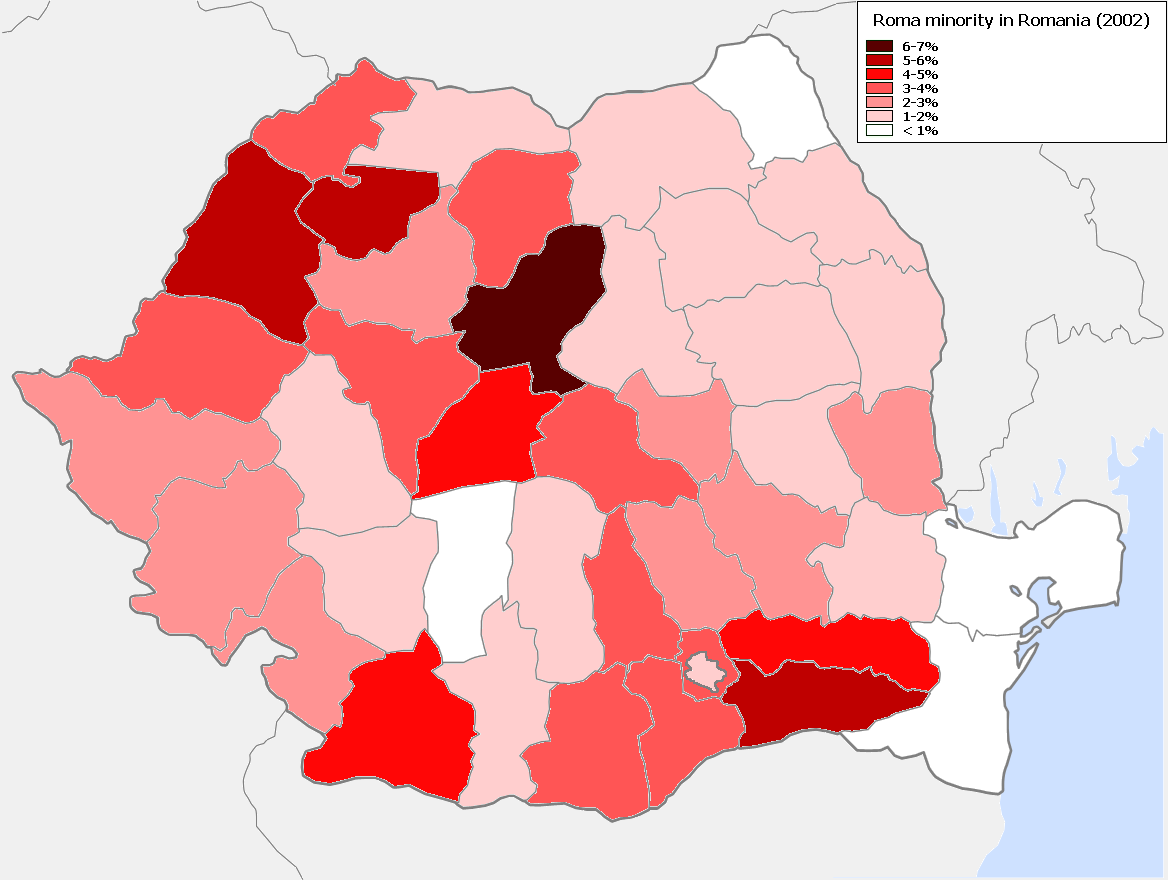
Verspreiding van de Roma per district (2002)
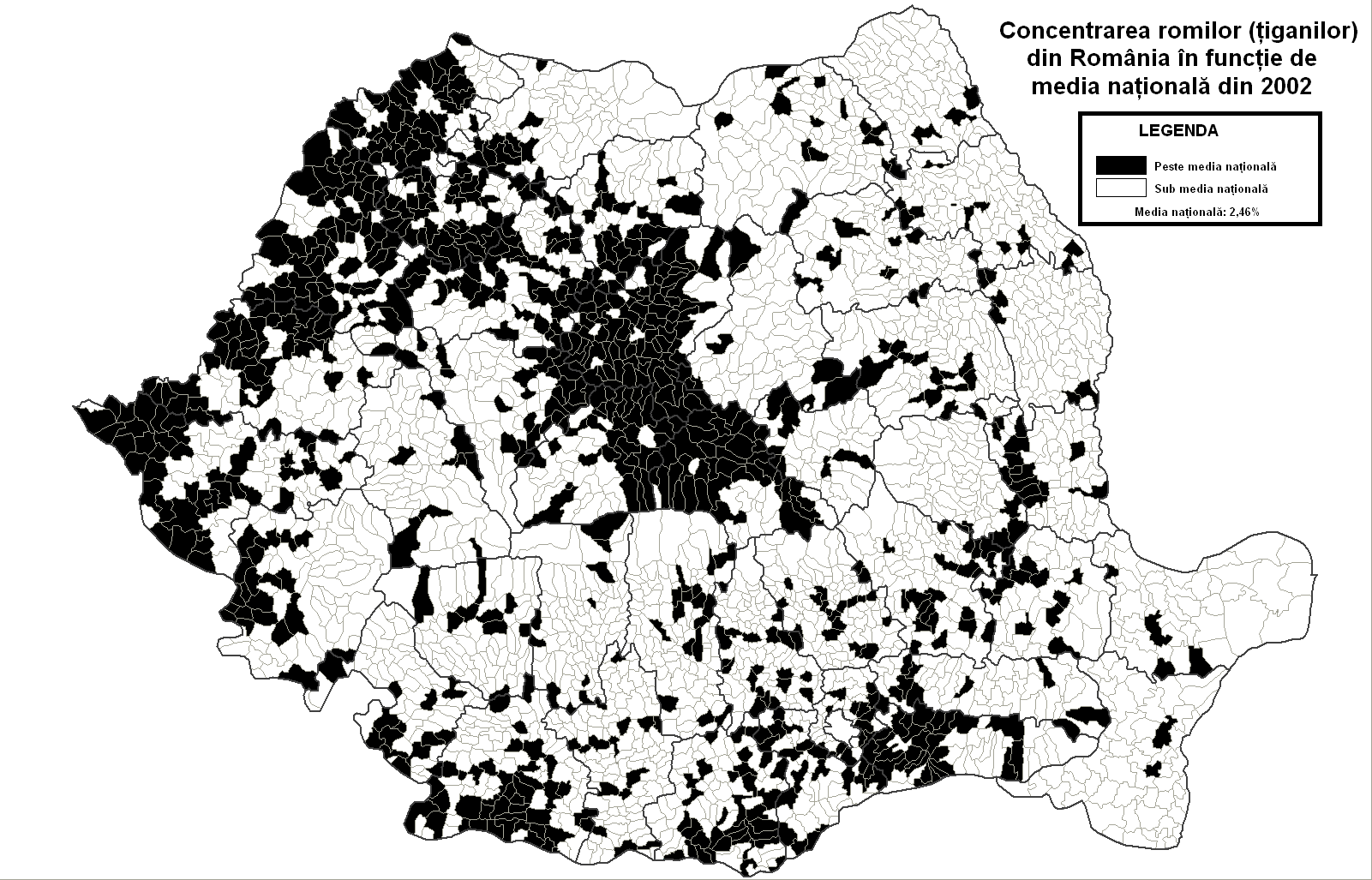
Gemeenten met een hoger aandeel Roma dan gemiddeld (2,46%) zijn zwart ingekleurd
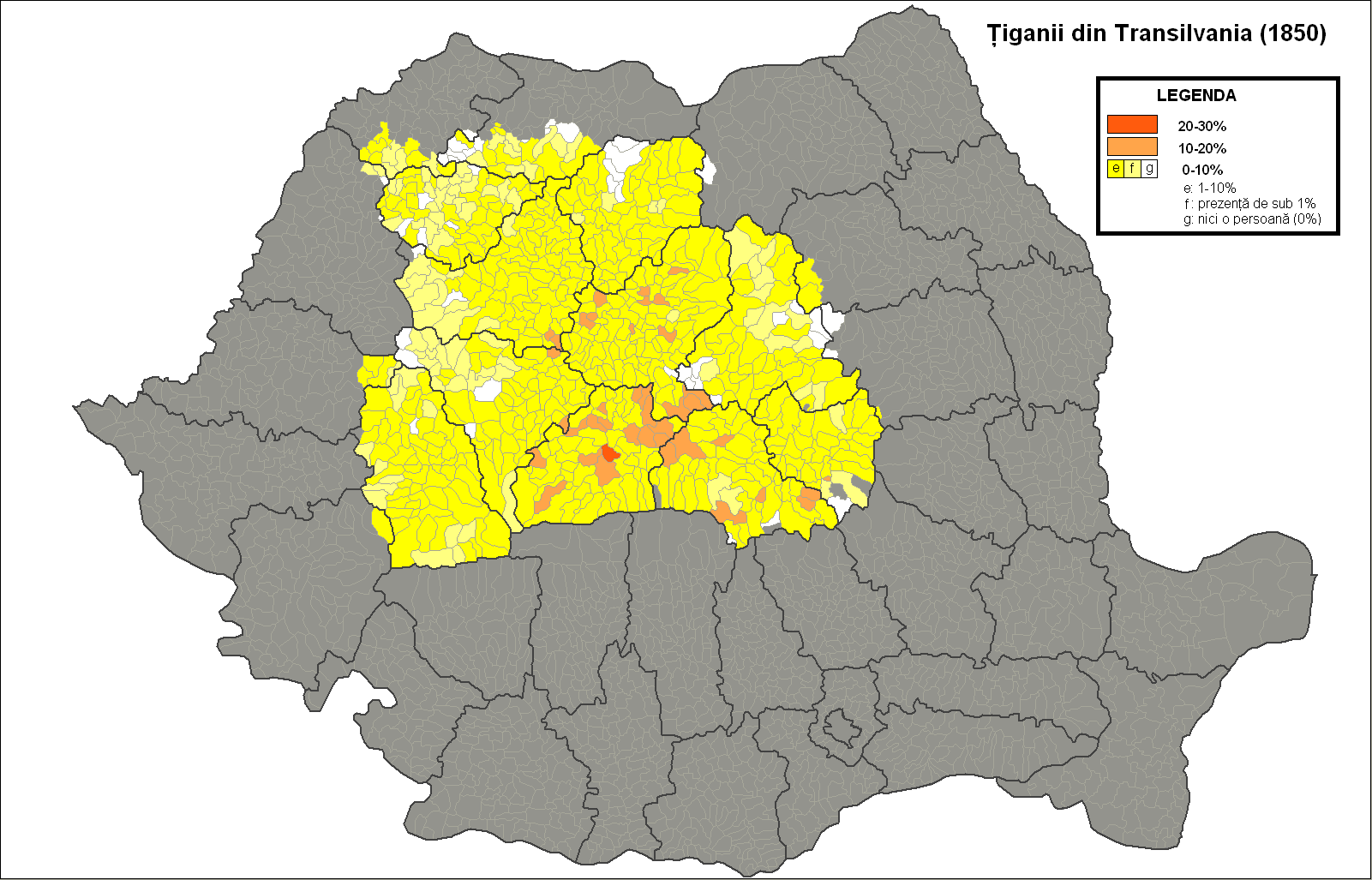
Verspreiding van de Roma in Transsylvanië (1850)

Van de 621.573 Roemeense Roma woonden er in 2011 230.670 in steden (37%) en 390.903 in dorpen op het platteland (63%).

## Bevolkingsontwikkeling

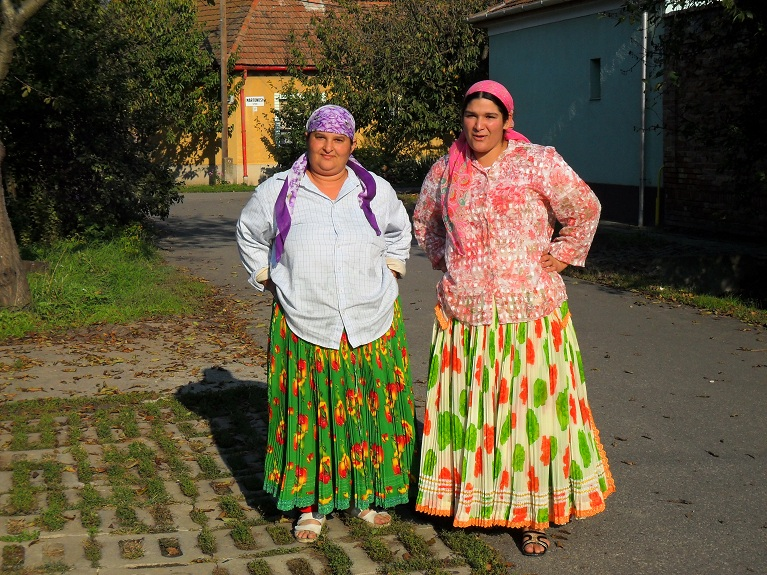
Vrouwen van de subgroep Gabor in Transsylvanië, Roemenië

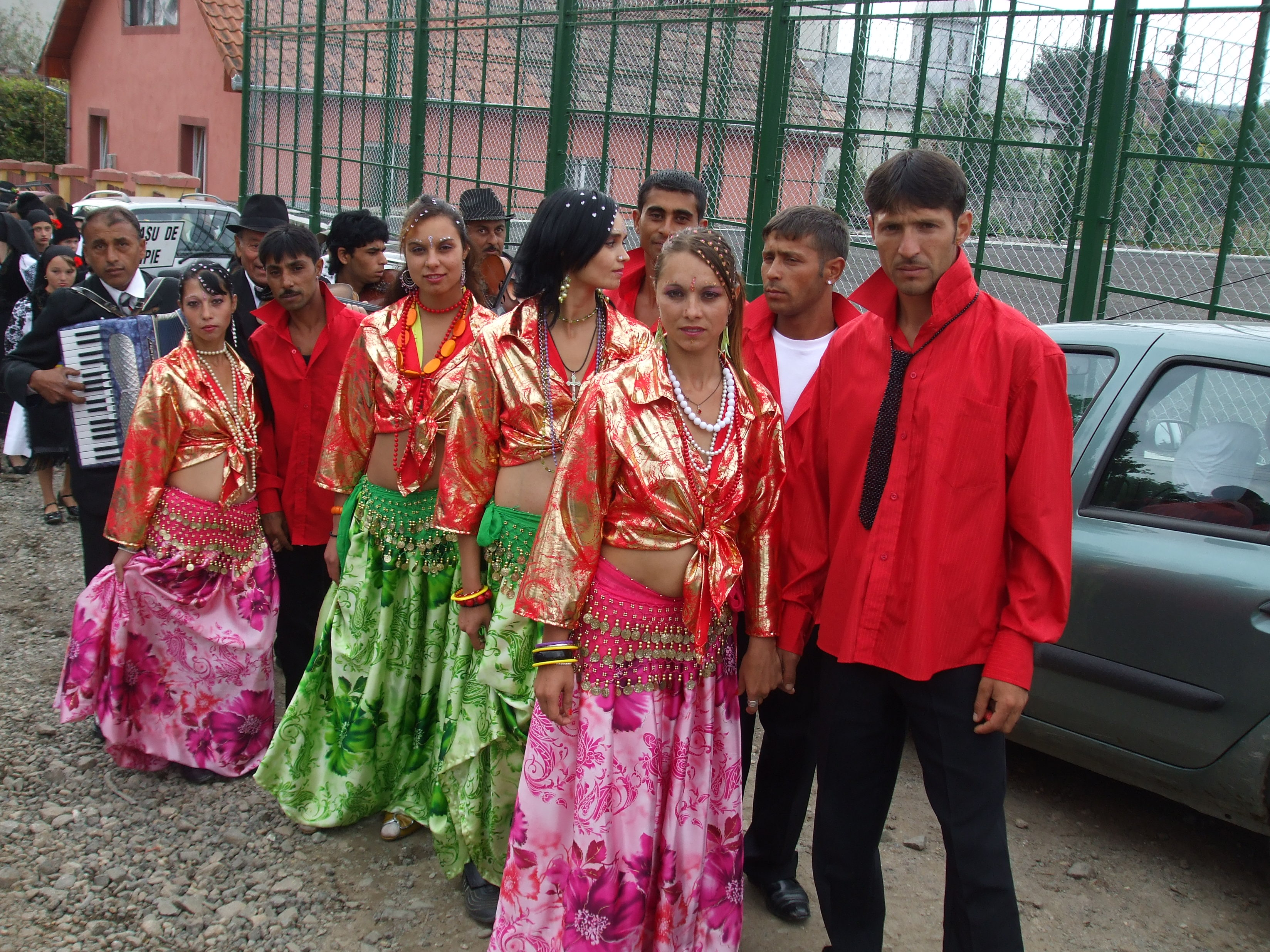
Dansers van Romani komaf in Mociu

De volkstelling van 2011 registreerde officieel 621.573 Roma in Roemenië, hetgeen gelijk staat aan 3,25% van de Roemeense bevolking. De Raad van Europa schatte het aantal Roemeense Roma echter op 1,85 miljoen personen, oftewel 8,32% van de Roemeense bevolking. Tussen de volkstelling van 1966 en 2011 is het aantal geregistreerde Roma in Roemenië bijna vertienvoudigd.
Aantal geregistreerde Roma per volkstelling
|  |

Op 1 december 2021 noemden ongeveer 570.000 personen zichzelf Roma, wat ongeveer 3% van de Roemeense bevolking is (3,44% indien alleen respondenten op de volkstelling worden meegeteld).

## Religie

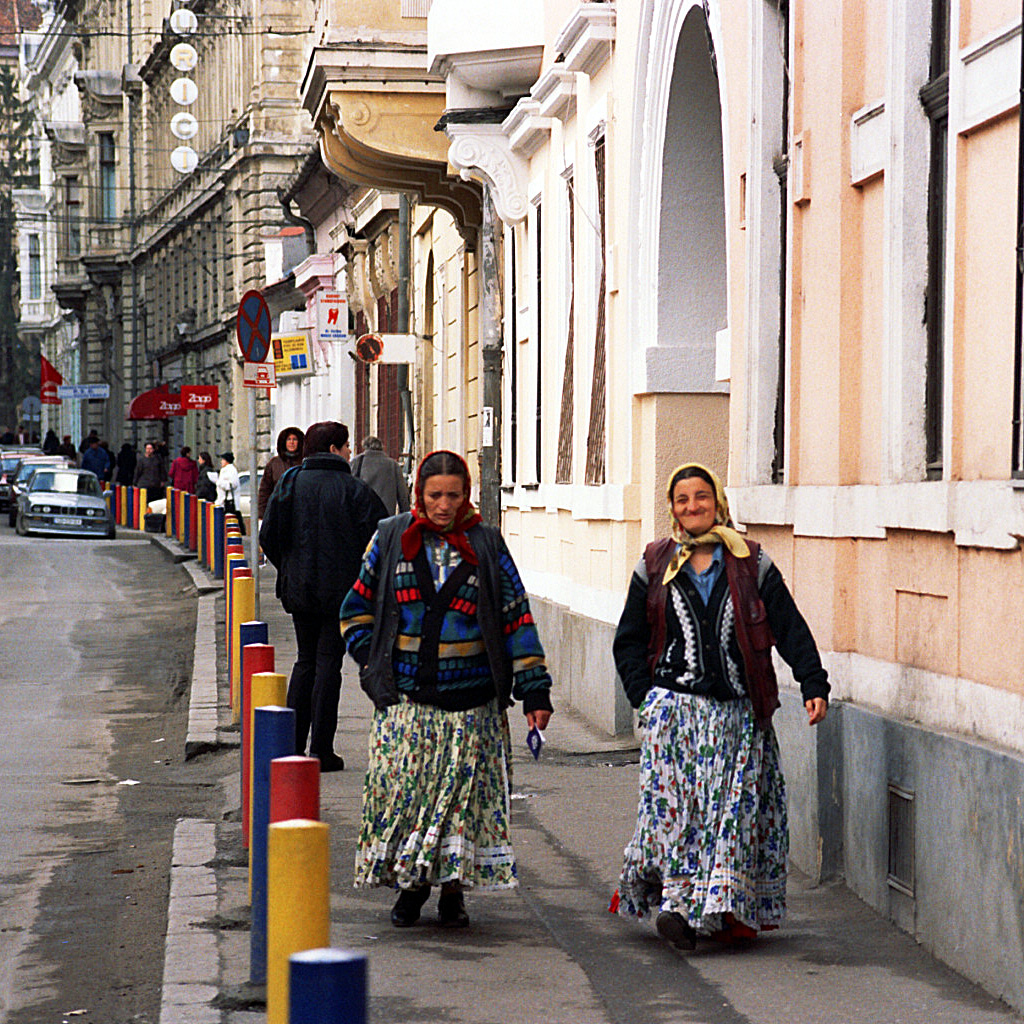
Twee christelijke zigeunervrouwen in Cluj-Napoca, Roemenië

Volgens de volkstelling van 2011 was ongeveer 76,36% van de Roma in Roemenië aanhanger van de Roemeens-Orthodoxe Kerk, 11,46% behoorde tot de pinksterbeweging, 3,35% was lid van de Katholieke Kerk in Roemenië, 2,65% bestond uit aanhangers van de Roemeense Hervormde Kerk, 1,42% was lid van het baptisme, 1,09% hing het adventisme aan, 1,05% was aanhanger van de Grieks-Katholieke Kerk, 0,54% was islamitisch, 0,35% was ongelovig of atheïstisch en 1,77% behoorde tot een andere religie (zie: onderstaand tabel). Tussen de tellingen van 2002 en 2011 is het aantal leden van de pinksterbeweging (van 34.449 naar 71.262 gelovigen), het baptisme (van 4.749 naar 8.815 gelovigen) en de islam (van 805 naar 3.356 gelovigen) relatief snel gegroeid. De islamitische Roma wonen vooral in de gemeente Babadag (Tulcea).
|                                   | Aantal  | Aantal  | Aantal  | Percentage (%) | Percentage (%) | Percentage (%) |
| 2002                              | 2011    | 2021    | 2002    | 2011           | 2021           |                |
| Totaal                            | 535.140 | 621.573 | 569.477 | 100,00         | 100,00         | 100,00         |
| --------------------------------- | ------- | ------- | ------- | -------------- | -------------- | -------------- |
| Roemeens-Orthodoxe Kerk           | 438.162 | 474.603 | 401.997 | 81,88          | 76,36          | 70,59          |
| Rooms-Katholieke Kerk             | 20.310  | 20.821  | 16.103  | 3,80           | 3,35           | 2,83           |
| Roemeense Hervormde Kerk          | 16.385  | 16.487  | 12.612  | 3,06           | 2,65           | 2,21           |
| Pinksterbeweging                  | 34.449  | 71.262  | 95.772  | 6,44           | 11,46          | 16,82          |
| Roemeense Grieks-Katholieke Kerk  | 6.148   | 6.511   | 5.122   | 1,15           | 1,05           | 0,90           |
| Baptisme                          | 4.749   | 8.815   | 12.044  | 0,89           | 1,42           | 2,11           |
| Adventisme                        | 4.622   | 6.793   | 5.900   | 0,86           | 1,09           | 1,04           |
| Evangelisch christendom (tezamen) | 3.594   | 3.966   | 6.498   | 0,67           | 0,64           | 1,14           |
| Islam                             | 805     | 3.356   | 4.166   | 0,15           | 0,54           | 0,73           |
| Hongaarse Unitarische Kerk        | 682     | 796     | 506     | 0,13           | 0,13           | 0,09           |
| Jodendom                          | 16      | 12      | 26      | 0,00           | 0,00           | 0,00           |
| Servisch-Orthodoxe Kerk           |         |         | 1.304   |                |                | 0,23           |
| Armeens-Apostolische Kerk         |         |         | 8       |                |                | 0,00           |
| Overig                            | 2.055   | 3.313   | 1.528   | 0,38           | 0,53           | 0,27           |
| Ongelovig                         | 1.573   | 1.938   | 4.383   | 0,29           | 0,31           | 0,77           |
| Atheïsme                          | 329     | 285     | 149     | 0,06           | 0,05           | 0,03           |
| Agnosticisme                      |         |         | 52      |                |                | 0,01           |
| Ongespecificeerd                  | 1.261   | 2.615   | 1.307   | 0,24           | 0,42           | 0,23           |

## Onderwijs

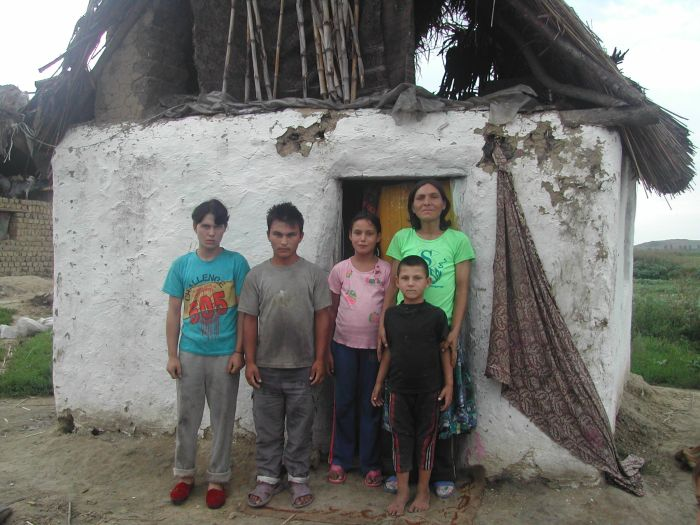
Een Romafamilie in West-Roemenië

Het analfabetisme onder de Roma in Roemenië is vrij hoog. In de volkstelling van 2002 bleek dat 25,6% van de Roma niet konden lezen of schrijven. Onder vrouwen (30,8%) is het percentage analfabeten significant hoger dan onder mannen (20,6%). Vooral Roma in de districten Harghita (42,4%), Galați (40,5%) en Braila (39,2%) kampten destijds met hoge analfabetismecijfers.
De volkstelling van 2011 registreerde een daling in het aantal analfabeten van Romani afkomst. In 2011 werden er 477.715 Roma ouder dan 10 jaar geregistreerd, waarvan 67.480 niet konden lezen of schrijven (14,1%). De Roma vormen 27,7% van het totale aantal analfabeten in Roemenië, terwijl zij slechts 3,3% van de totale bevolking vormen. Minder dan 1% van de Roma hebben een universitaire diploma.

## Economie
Volgens een onderzoek van de Raad van Europa was het werkloosheidspercentage onder Roemeense Roma ongeveer 48,6%, hetgeen ruim zes keer hoger is dan het Roemeense gemiddelde van 7,4%. De relatieve armoede onder Roma bedraagt 54%. 

## Politiek
De Sociaaldemocratische Partij van Roma in Roemenië behartigt de belangen van de Roma.